# Pheidole antipodum
Pheidole antipodum (Smith, 1858) è una formica appartenente alla sottofamiglia Myrmicinae.

## Descrizione

Visione laterale
Visione dorsale
Testa

Le antenne sono composte da dodici antennomeri, gli occhi sono piccoli, il mesosoma presenta una superficie superiore relativamente piana.

## Biologia
Le informazioni riguardo alla biologia di questa specie sono scarse. Sono predatrici specializzate di termiti.

## Distribuzione e habitat
La specie è presente in Australia ed è localmente comune nelle aree secche.